# Thérèse Neguel
Thérèse Raissa Neguel est une arbitre camerounaise de football née le 30 décembre 1981.

## Carrière
Thérèse Neguel est une arbitre internationale depuis 2007. 
Elle a débuté à la Ligue régionale du Nord du Cameroun et a représenté le Cameroun au tournoi féminin des Jeux olympiques, Londres 2012. 
Elle fait partie des 16 arbitres retenues pour la Coupe du monde de football féminin 2011.
Elle fait partie des arbitres et arbitres assistants féminins de 31 pays qui ont été sélectionnés par la FIFA pour arbitrer les matches de la coupe de l’Algarve 2014 au Portugal. Ce tournoi fait partie de la préparation des candidats pour la Coupe du monde féminine U-20 de la Fifa, Canada 2014 et la Coupe du monde féminine de la Fifa, Canada 2015
.